# 우리사랑 이대로
"우리사랑 이대로"는 1992년에 개봉한 대한민국의 영화이다.

## 캐스팅
- 강문영 : 신우 역
- 최민식 : 준혁 역
- 정낙희 : 신영  역
- 설도윤 : 단장 역
- 엠마 딩왈 : 델리 역
- 프랭크 델루바그 : 파리단장 역
- 방선우 : 신우친구 역
- 칼 : 쥴리앙 역